# St. Salvator (Ecksberg)

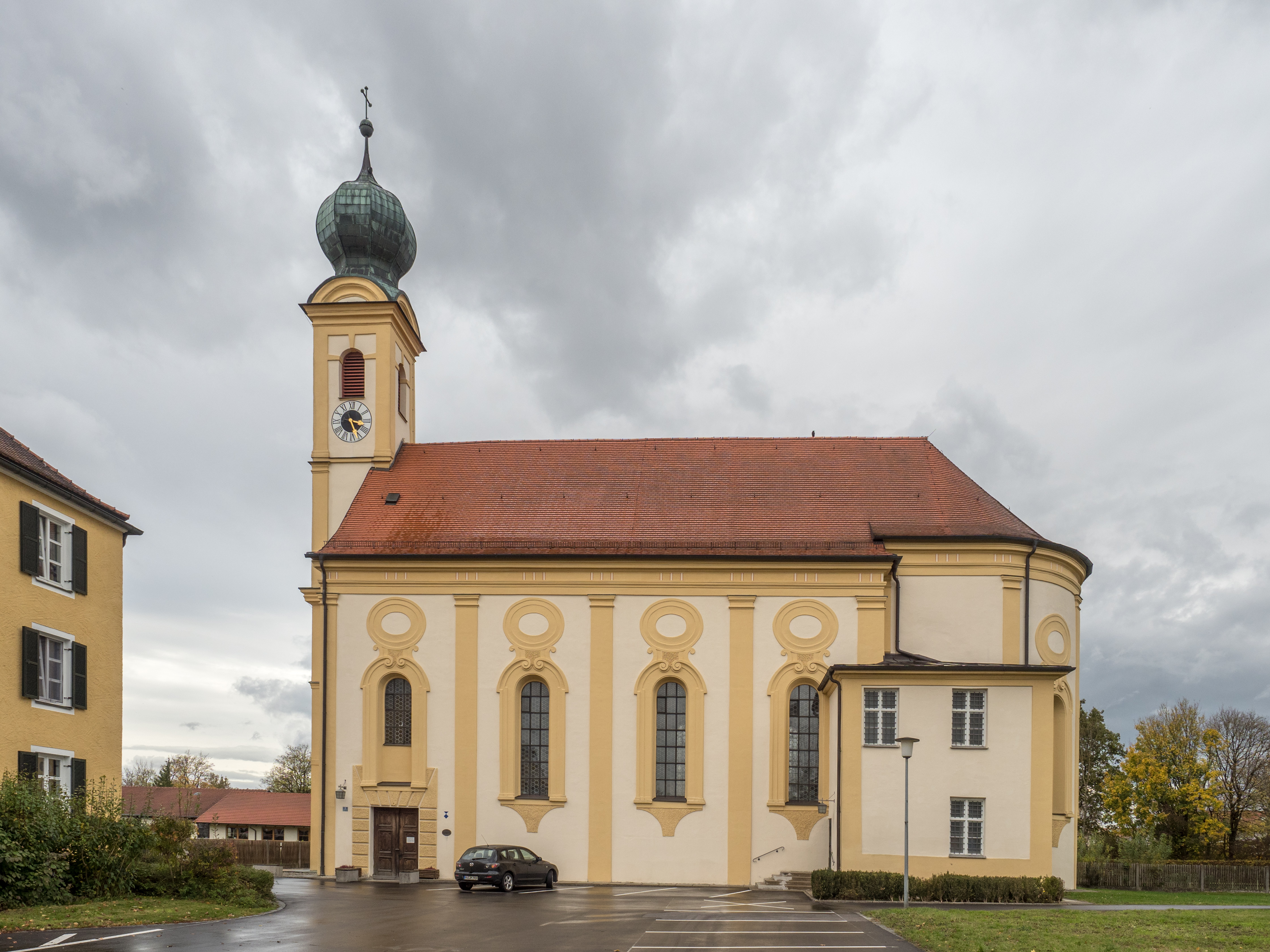
St. Salvator in Ecksberg

Die römisch-katholische Wallfahrtskirche St. Salvator steht in Ecksberg, einem Gemeindeteil von Mühldorf am Inn
im oberbayerischen Landkreis Mühldorf am Inn. Das Bauwerk ist in der Liste der Baudenkmäler in Mühldorf am Inn als Baudenkmal unter der Nr. D-1-83-128-202 eingetragen. Die Kirche gehört zum Dekanat Mühldorf am Inn im Erzbistum München und Freising.

## Beschreibung

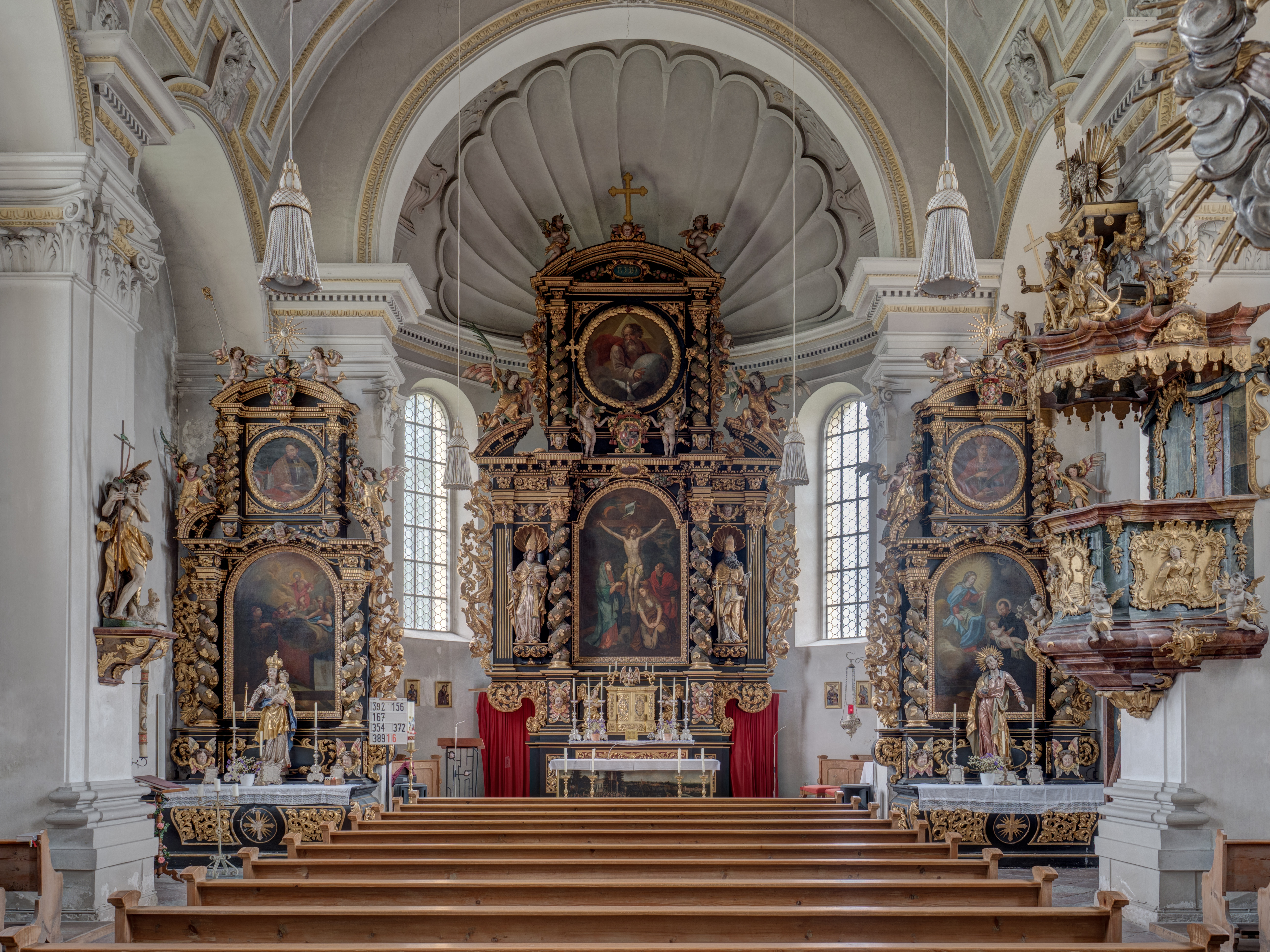
Innenraum

Die barocke Wandpfeilerkirche wurde 1683/84 nach Plänen von Christoph Zuccalli errichtet. Sie besteht aus einem Langhaus mit vier Jochen, einem eingezogenen, halbrund geschlossenen Chor im Osten und dem mit einer Zwiebelhaube bedeckten Kirchturm im Westen, dessen oberstes Geschoss die Turmuhr und den Glockenstuhl enthält. 
Der Innenraum des Langhauses ist mit einem Stichkappengewölbe überspannt. Die drei Altäre stammen aus der Erbauungszeit, die Kanzel wurde 1757 aufgestellt.